# Souroubea venosa
Souroubea venosa là một loài thực vật có hoa trong họ Marcgraviaceae. Loài này được Schery miêu tả khoa học đầu tiên năm 1940.